# Jean-Henri-Nicolas Bouillet
Pour les articles homonymes, voir Bouillet.
Jean-Henri-Nicolas Bouillet, né en décembre 1729 à Béziers, et mort dans cette même ville le 22 janvier 1790, est un médecin, encyclopédiste et homme politique français.

## Biographie

### Origine familiale
Il est le fils de Jean Bouillet, également médecin, et de Catherine de Margals.

### Activité
Il est docteur de la faculté de Montpellier, mais il exerce la médecine dans sa ville natale.

### Travaux
- « Faculté », dans Encyclopédie ou Dictionnaire raisonné des sciences, des arts et des métiers, 1751, t. 6, p. 361-371 (sur Wikisource) ;
- Mémoire sur les pleuro-péripneumonies épidémiques de Béziers, lu à la séance publique de l’Académie des sciences et belles-lettres de Bésiers le 26 octobre 1758, Béziers, 1759, in-4° ;
- (en collaboration avec son père) Observations sur l'anasarque, les hydropisies de poitrine, du péricarde, etc., avec des réflexions sur ces maladies sur Google Livres, Béziers, François Barbut, 1765, 154 p.  — Une anasarque est un syndrome œdémateux généralisé.
- Mémoire sur l’hydropisie de poitrine et sur les hydropisies du péricarde, du médiastin et de la plèvre, Béziers, 1788, in-4°.

On lui doit aussi plusieurs dissertations et des observations astronomiques insérées dans le recueil des savants étrangers de l’Académie des sciences (t. 5, 1760).[réf. nécessaire]
Il contribue au sixième volume de l’Encyclopédie de Diderot.
Il est membre de l'académie de Béziers,, fondée par son père en 1723 avec Jean-Jacques Dortous de Mairan.
Maxime Laignel-Lavastine l'appelle « épidémiologiste et précurseur de la médecine sociale ».

### Mandat électif
Il est consul-maire de Béziers de 1787 à 1790.

### Vie privée
Il épouse le 25 janvier 1774 à Béziers Paule Raymonde de Pradines, et ont plusieurs enfants.